# Eugen Mack
Eugen Mack (né le 21 juillet 1907 à Arbon – 29 octobre 1978 à Bâle) était un gymnaste suisse, champion du monde au concours général en 1934 et double champion olympique aux Jeux de 1928 ; au saut de cheval et au concours par équipe. Il a concouru entre 1928 et 1936 et a gagné au total deux médailles d'or olympique, quatre d'argent et deux de bronze.

## Palmarès

### Jeux olympiques
- Amsterdam 1928
  -  médaille d'or par équipes
  -  médaille d'or au saut
  -  médaille de bronze à la barre fixe

- Berlin 1936
  -  médaille d'argent au concours général individuel
  -  médaille d'argent au saut
  -  médaille d'argent au cheval d'arçons
  -  médaille d'argent par équipes
  -  médaille de bronze au sol

### Championnats du monde
- Budapest 1934
  -  médaille d'or au concours par équipes
  -  médaille d'or au concours général individuel
  -  médaille d'argent au sol
  -  médaille d'or au cheval d'arçons
  -  médaille d'argent aux anneaux
  -  médaille d'or au saut de cheval
  -  médaille d'or aux barres parallèles

- Prague 1938
  -  médaille d'argent par équipes
  -  médaille de bronze au concours général individuel
  -  médaille d'argent au sol
  -  médaille d'or au saut de cheval